# イタリアバスケットボール連盟
イタリアバスケットボール連盟（イタリア語: Federazione Italiana Pallacanestro, 英語: Italian Basketball Federation）は、イタリアにおけるバスケットボール競技を統括する団体である。略称FIP。

## 歴史
- 1921年 ミラノで設立
- 1932年 国際バスケットボール連盟（FIBA）設立に参加。